# Seriefigur
En seriefigur är en, vanligen fiktiv, rollfigur i en tecknad serie. Eftersom seriefigurer tecknas upprepade gånger, är deras utseende vanligen anpassat för att kunna ritas fort och konsekvent.

## Historik
Som den första seriefiguren i modern mening brukar "The Yellow Kid", skapad 1895 av R.F. Outcault, nämnas. Skämtteckningar har förekommit betydligt längre än så, men i Yellow Kid fanns de element som vi idag känner igen som typiska serieelement, med sekvenser (serier) av bildrutor och integrerade pratbubblor.

## Namn
En egenhet bland serieskapare är att ge sina figurer allittererande namn, till exempel Krazy Kat, Klas Katt, Donald Duck (Kalle Anka), Arne Anka, Lucky Luke med hästen Jolly Jumper och Flakey Foont (Mr. Natural). Inte minst är detta ett tema inom superhjältegenren (Bruce Banner, Fantastic Four, Lois Lane, Clark Kent, Lois Lane, Peter Parker, Wonder Woman, Green Goblin, J. Jonah Jameson, bland många andra), och Stan Lee, som är medskapare av flera kända superhjältar, har uttryckligt medgett i intervjuer att han skapade en stor mängd av superhjältarnas personliga namn med allitterativ teknik för att de skulle vara lättare att komma ihåg och hålla reda på under arbetet.[källa behövs]

## Begreppsanvändning
Termen är kopplad till mediet tecknade serier och inte till seriell produktion eller seriell konst i allmänhet. Figurer från TV-serier, filmserier eller bokserier, oavsett om de är tecknade eller ej, brukar i regel inte benämnas som seriefigurer (om de inte dessutom figurerar i en regelrätt tecknad serie).
Termen karaktär istället för figur eller rollfigur har börjat användas alltmer under senare år. Det är ett direkt lån från engelskans character, som i engelska språket även kan användas i betydelsen "rollfigur". Ordet karaktär är på svenska synonymt med läggning, art, särart eller personlighet, alternativt moral eller självdisciplin. Användandet i betydelsen "figur" brukar räknas som en anglicism.